# (6556) Arcimboldo
(6556) Arcimboldo (1989 YS6) – planetoida z pasa głównego asteroid okrążająca Słońce w ciągu 3,26 lat w średniej odległości 2,2 j.a. Odkryta 29 grudnia 1989 roku.